# راعي البقر

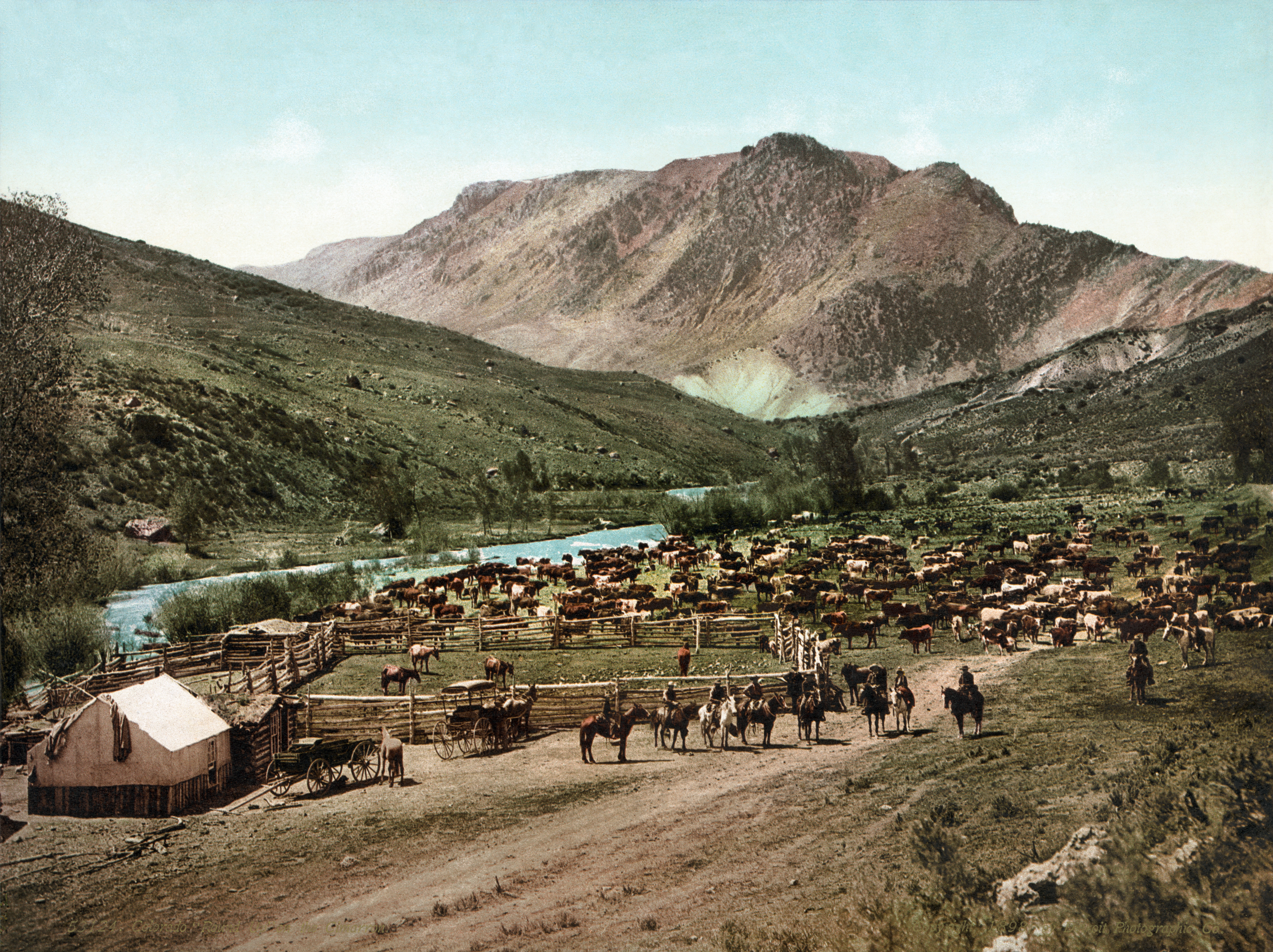
جمع الماشية في سيمارون بكولورادو حوالي سنة 1898.

راعي البقر أو الجشاري أو البقَّار والأنثى البَقَّارة، هو شخص يعتني بقطيع واسع من البقر يملكه مربي ماشية. وقد اشتهر رعاة البقر في عهد التخوم الغربية للولايات المتحدة، إذ أن سمعتهم كرجال شجعان يواجهون الأخطار والشدائد قد جعلت منهم أبطالا عند كثير من الأمريكيين. وقد أصبحت الروايات المثيرة عن حياة رعاة البقر وأغانيهم الحزينة ولغتهم المفعمة بالحيوية تشكل جانبا من المأثورات الشعبية الأمريكية، وقد ألفت عنهم أكثر الروايات شعبية وصورت حياتهم في كثير من القصص في الأفلام الطويلة والمسلسلات التلفازية.

## حياة راعي البقر
اتسمت حياة راعي البقر بكثير من العمل الشاق فكان عليه أن يرعى الحيوان ويعتني به ويحرره إذا وقع في شرك الأسلاك الشائكة أو وحل في الطين أو الرمال اللينة. وكان عليه أن يعتني بالحيوان المريض أو الجريح أو عند الولادة. وكان رعاة البقر يواجهون مخاطر أخرى كثيرة مثل الكسور أو الجروح من جراء الرفس أو الوقوع عن حصان جامح. وهم دائما يعيشون حياة الوحدة بعيدين عن المدن التي يوجد فيها الأطباء، فيضطرون لمعالجة أنفسهم في معظم الحالات.